# 다카하기역
다카하기역(일본어: 高荻駅, たかはぎえき)은 일본 이바라키현 다카하기시에 있는 동일본 여객철도의 철도역이다.
우에노역, 미토 역 방면의 역들에서 온, 조반 쾌속선 및 조반선을 운행하는 일부 열차들의 시종착역이다. 또한 특급 히타치 호가 정차하며, 이 중 프레시 히타치 호의 대부분은 다카하기 역에서 운행을 끊는다.

## 역 구조
섬식 1면 2선 구조의 지상역이다. 중간 시종착역 기능을 하고 있기 때문에, 열차들이 야간에 주박을 할 수 있도록 측선이 설치되어 있다. 단, 측선에는 별도의 승강장이 없다.
유인역으로, 오전 5시부터 오후 9시까지 초록 창구를 운영하고 있다. 스이카 및 제휴 교통카드의 사용이 가능하다.

### 승강장
| 1 | ■ 조반선 | 하행 | 이와키 · 히로노 방면                                                      | (하라노마치역 · 센다이역 방면은 운행이 중단됨) |
| 1 | ■ 조반선 | 상행 | 히타치 · 미토 · 쓰치우라 · 우에노 · 도쿄 · 시나가와 방면 (우에노도쿄라인) |                                                |
| 2 | ■ 조반선 | 상행 | 히타치 · 미토 · 쓰치우라 · 우에노 · 도쿄 · 시나가와 방면 (우에노도쿄라인) |                                                |

## 역세권 정보
- 국도 6호선
- 다카하기 해수욕장

## 역사
- 1897년 2월 25일 ― 닛폰 철도의 역으로 개업했다.
- 1906년 11월 1일 ― 국유화에 따라 일본국유철도의 소속이 되었다.
- 1987년 4월 1일 ― 민영화에 따라 동일본 여객철도의 소속이 되었다.

## 인접역
| 동일본 여객철도 조반선 | 동일본 여객철도 조반선 | 동일본 여객철도 조반선   |
| ---------------------- | ---------------------- | ------------------------ |
| 주오 미토 방면         | ■ 조반선               | 미나미나카고 이와키 방면 |